# Dragon Zoltán (filmesztéta)
Dragon Zoltán (Makó, 1975) egyetemi oktató a Szegedi Tudományegyetem Angol-Amerikai Intézetében. A digitális kultúra és a filmelmélet kutatója. Alapító szerkesztője (2005-) az nemzetközi hírű AMERICANA - E-Journal of American Studies in Hungary című elektronikus folyóiratnak, a 2010-ben indult AMERICANA eBooks elektronikus könyvkiadónak, valamint a Filmtudományi Hírmondónak. 2011-ben alapítja, és azóta vezetője a Digitális Kultúra és Elméletek Kutatócsoportnak Archiválva 2015. augusztus 1-i dátummal a Wayback Machine-ben.
Számos tanulmánya és cikke – melyek többek között a következő folyóiratokban jelentek meg: Apertúra, Apertúra Magazin, Filmkultúra, Filmtett, és a Metropolis – mellett három kötetet jegyez: The Spectral Body: Aspects of the Cinematic Oeuvre of István Szabó (Cambridge Scholars Press, 2006), Encounters of the Filmic Kind: Guidebook to Film Theories (Cristian Rékával közösen; JATEPress, 2008), valamint Tennessee Williams Hollywoodba megy, avagy a dráma és film dialógusa (AMERICANA eBooks, 2011).

## Külső hivatkozások
- DragonWeb - Dragon Zoltán hivatalos webhelye
- Dragon Zoltán online elérhető írásai
- SZTE, Angol-Amerikai Intézet
- AMERICANA – E-Journal of American Studies in Hungary
- AMERICANA eBooks